# 't Bölke

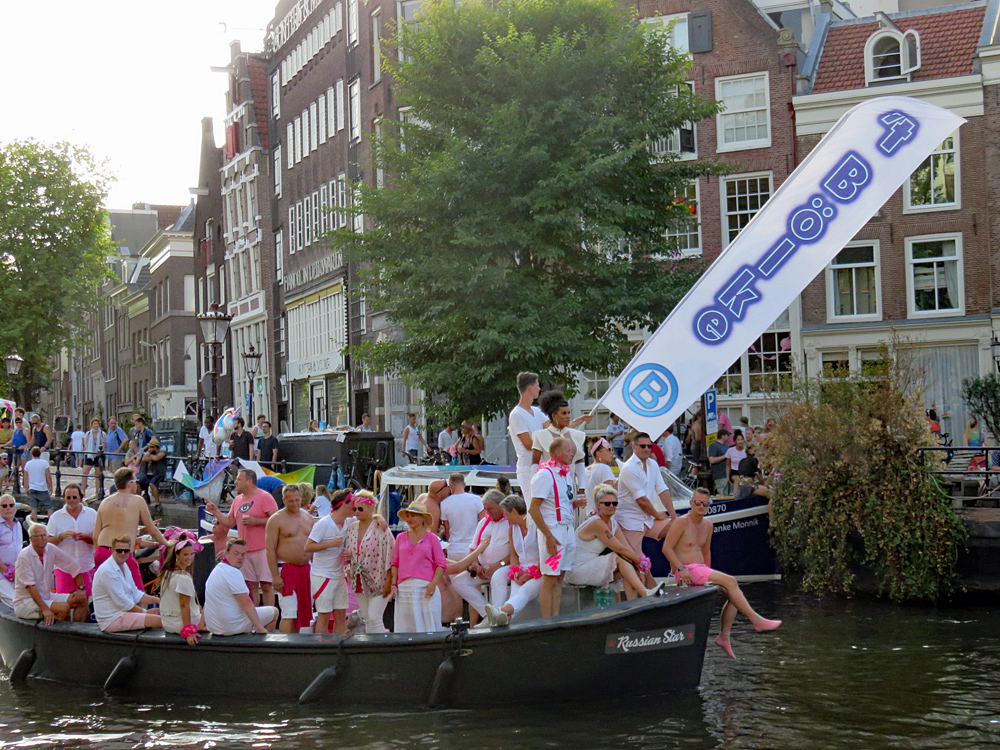
Bootje van 't Bölke in het kielzog van de Canal Parade van Pride Amsterdam (2018)

 't Bölke was een uitgaanscentrum aan de Molenstraat 6 in de Nederlandse stad Enschede. Het bestond uit een discotheek, een partycentrum, een café en een sauna. 't Bölke werd geopend in 1972 en was daarmee de langst bestaande homodiscotheek van Nederland en België. Na 2010 was echter alleen de sauna nog specifiek op homo's gericht. Vanwege de ligging trok het complex ook veel bezoekers uit de Duitse grensstreken. In juni 2021 werd 't Bölke gesloten.

## Eerste locatie
Aanvankelijk was 't Bölke een normale dancing voor heteropubliek, maar in 1972 werd de zaak overgenomen door Frans van der Slikke en Henk de Jong, die er een homozaak van maakten. De naam 't Bölke, vermoedelijk een Twents woord voor stier, hield men aan. De zaak was destijds gevestigd aan de Molenstraat 22, enkele tientallen meters van de huidige locatie. De zaak draaide al snel heel goed, maar toen Van der Slikke en De Jong de zaak halverwege de jaren tachtig verkochten kwam de klad er in.
Na diverse andere exploitanten werd 't Bölke in 1990 overgenomen door Frans Loohuis en Hans Oude Heuvel. Zij sloopten het oude interieur eruit en maakten er een moderne disco van, die op 26 april 1991 geopend werd. Een jaar later werden echter strengere milieu-eisen met betrekking tot geluidniveaus van kracht, waar de zaak niet aan kon voldoen en daardoor noodgedwongen moest sluiten.

## Nieuwe locatie
Loohuis en Oude Heuvel kochten vervolgens discotheek Ohio, die iets verderop in de Molenstraat 6-8 was gelegen. Dat werd de nieuwe locatie waar 't Bölke tot aan de sluiting gevestigd was. Op de begane grond kwam de nieuwe discotheek en een café, en op de tweede etage nogmaals een café.
De nieuwe locatie was dermate ruim, dat er ook een zwembad, een bubbelbad, stoombaden, relaxruimtes en een rookruimte gerealiseerd konden worden. Met al deze faciliteiten tezamen beslaat de sauna van 't Bölke een oppervlakte van 1200 vierkante meter, verdeeld over vier verdiepingen. Waarschijnlijk was 't Bölke hiermee het enige homo-uitgaanscentrum in Europa dat zowel een discotheek, een café en een sauna omvatte.
In 2002 werd de zaak opnieuw grondig verbouwd. Nu komt men via een ruime entree met een garderobe direct in de grote en hoge discoruimte die als een soort theatre en ronde omgeven wordt door verschillende etages die steeds hoger allemaal op de dansvloer beneden uitkijken. Ook is er op de begane grond nog een bruin café. Op de eerste verdieping bevonden zich een andere bar, een snackbar/restaurant en een "Men Only" bar met darkroom. 
Na 2010 ging het uitgaanscentrum van 't Bölke zich op een algemeen publiek richten en werd het een locatie waar men terechtkon voor bruiloften, bedrijfsfeesten en carnavalsoptredens. Daarna bleef alleen het saunagedeelte nog specifiek bestemd voor homobezoekers.
Als gevolg van de coronapandemie moest ook 't Bölke in maart 2020 voorlopig dicht. Toen in juni 2021 de horeca gedeeltelijk weer open mocht, lieten de beide eigenaren, Frans Loohuis en Hans Oude Heuvel, op 10 juni via Facebook weten dat de zaak definitief gesloten werd. Omdat het werk hen na 30 jaar steeds zwaarder viel, hadden zij al eerder contact opgenomen met een projectontwikkelaar, maar door de coronacrisis kwam de verkoop versneld tot stand. Het complex is gesloopt om plaats te maken voor nieuwbouw met appartementen in het kader van de herontwikkelingsplannen voor de spoorzone.

## Feesten
In de discotheek van 't Bölke werden onder meer regelmatig themafeesten met uitbundige versieringen georganiseerd. Zo wordt de zaak met Halloween aangekleed als een spookkasteel met trollen, heksen en exotische dieren en zijn er elk jaar populaire schuimparties.
Een hoogtepunt was de organisatie van de Roze Zaterdag die in 2004 in Enschede werd gehouden en waarbij 't Bölke met vier grote praalwagens meedeed aan de roze parade. Hieruit zijn de Bölke Open Air Danceparties ontstaan, die sindsdien elke tweede donderdag van juli plaatsvonden op de Oude Markt in Enschede.
Met dit openluchtfestival werden in 2012 ook de festiviteiten ter viering van het 40-jarig bestaan van 't Bölke geopend. In 2016 was de 10e editie van Bölke Open Air, dat met onder meer optredens van drag queens en internationale dansers de start vormde van de vijf donderdagen omvattende Grolsch Summer Sounds op de Oude Markt.
't Bölke was ook een officiële trouwlocatie van de gemeente Enschede.